# Kopparfuruskär
Kopparfuruskär är en holme i Vasa kommun, i landskapet Österbotten i Finland, vid Kvarken. På Kopparfuruskär finns bryggor och annan serviceutrustning.